# Раевци
Раевци е село в Северна България.
То се намира в община Трявна, област Габрово.